# 弗雷德·福斯特
弗雷德·J·福斯特（英語：Fred J. Foster，1946年3月18日—1985年10月4日），美国NBA联盟前职业篮球运动员。他在1968年的NBA选秀中第3轮第28顺位被辛辛纳提皇家选中。